# آستان شاهزاده قاسم

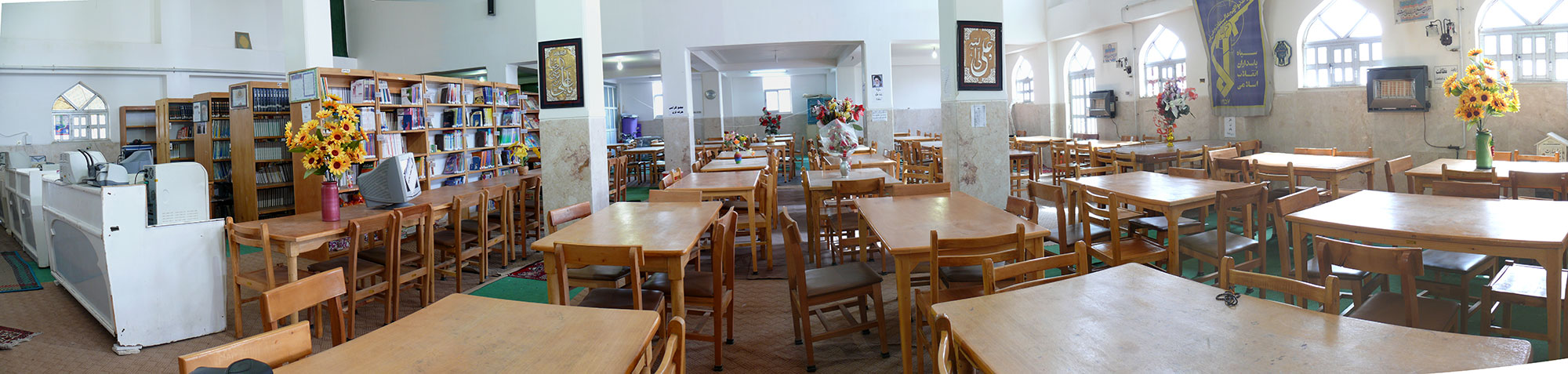
کتابخانه حرم

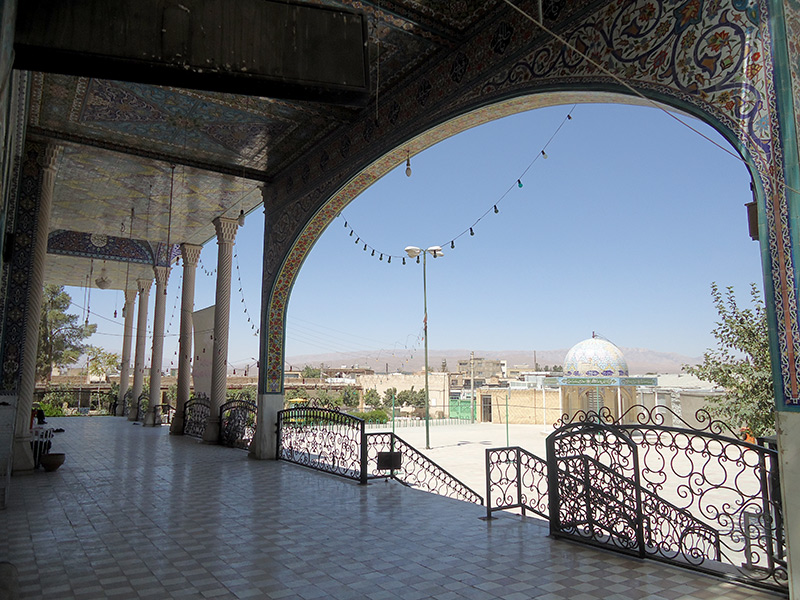
ایوان حرم

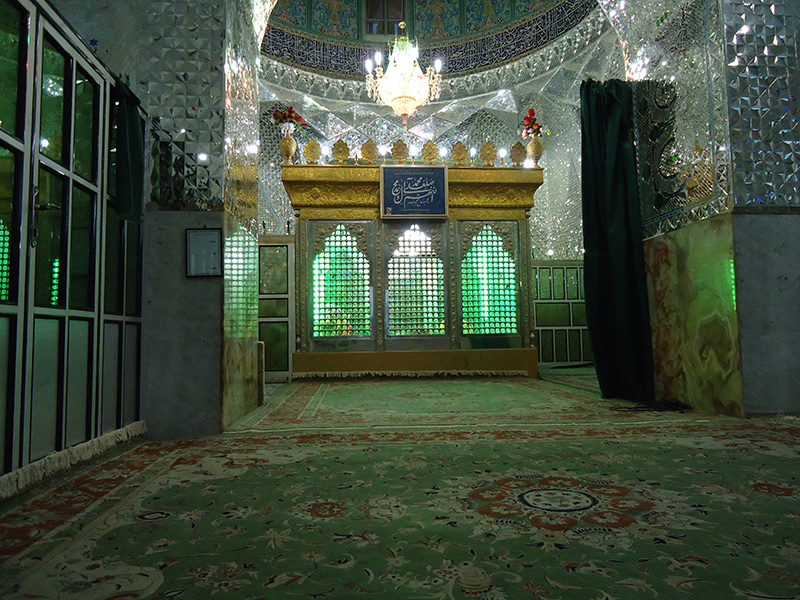
ضریح حرم

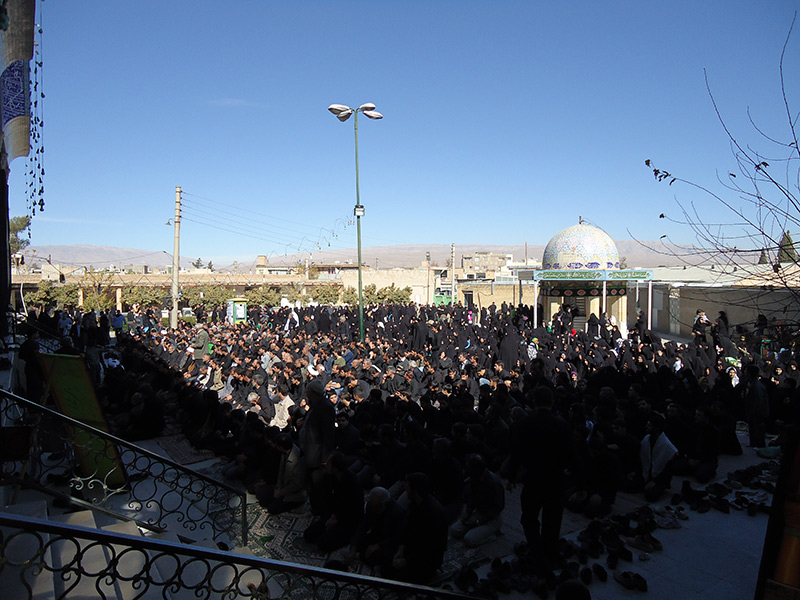
-/

آستان شاهزاده قاسم و شاهزاده ابراهیم شهرستان فسا از نوادگان عقیل برادر علی بن ابی طالب و از طرف جد مادری منتسب به علی بن ابی طالب می‌باشند.
این بقعه قطب فرهنگی و قرآنی شهرستان فسا است.
این بقعه دارای بخش‌های مهمی از جمله موارد زیر می‌باشد:

## کتابخانه بزرگ حرم مطهر
کتابخانه عمومی آستان شاهزاده قاسم به عنوان بزرگترین کتابخانهٔ استان فارس در بین کتابخانه‌های ۱۰۰۰ کانون فرهنگی مساجد استان فارس و جزء برترین کتابخانه‌های بقاع سراسر کشور با بیش از ۳۱۰ متر مربع مساحت و ۱۲۰۰۰ جلد کتاب در مخزن با دو کتابدار ثابت خانم و آقا و حدود ۶۰۰۰ عضو از بدو تأسیس تا کنون فعال بوده‌است.

## دارالقرآن
برگزاری ده‌ها کلاس مختلف قرآنی، فرهنگی و هنری در طبقه فوقانی در طول سال.

## دفتر فرهنگی
مدیریت سایت فرهنگی و اطلاع رسانی الانسان به آدرس www.alensan.ir با شعار انتشار محتوای فرهنگی و قرآنی و اطلاع رسانی و پوشش اخبار این آستان در فضای مجازی در سال ۱۳۹۱ راه اندازی شده و توسط تیم مدیریت و کاربران فعال سرپرستی و اجرا می‌شود.
برگزاری هفتگی دعای ندبه، مراسم هفتگی کرسی تلاوت با حضور قاریان شهرستان و سخنرانی امام جماعت و همچنین برگزاری چندین مراسم در طول سال بخشی از فعالیت‌های مرکز فرهنگی قرآنی این مکان می‌باشد.